# Битка код Монс-ен-Певела
Битка код Монс-ен-Певела, између француске војске и окупљених одреда побуњених фландријских градова, била је део Фландријског рата (1297-1305). Завршена је француском победом.

## Позадина
У Фландријском рату, код Монс-ан-Певела (јужно од Лила) је 18. августа 1304. дошло до судара између француске војске под Филипом IV Лепим и Фламанаца, грађана Брижа, Гента, Ипра, Лила и Куртреа. Хроничари, очигледно, претерују вишеструко придајући првима 12.000 коњаника и 100.000 пешака, а другима 100.000 пешака и више; сигурно је само да су се, у основи, сударили витезови-копљаници и пешаци.

## Битка
Фламанци, наоружани претежно копљима, дочекали су противника на падини виса у збијеним редовима. За заштиту из позадине подигли су колски логор, особеност ове битке. Борбу су почели ђеновљански самострелци на француској страни, па су потом витезови кренули узбрдо, али су застали пред фламанским зидом копаља, а потом се под ватром самострелаца повукли ван њиховог домета. Фламанци су затим испадали у групама од неколико десетина људи, а то су чинили и Французи, упадајући у противничке редове. Битка је тако настављена обостраним изнуривањем. Пред вече је напао сав фламански борбени поредак. Но, после почетних успеха, Фламанци су потиснути на полазни положај, одакле су се повукли на Лил.

## Последице
Фламанци су изгубили 4.000 погинулих пешака и 11 витезова, а Французи 18 барона, 300 витезова и 9.000 пешака. Број погинулих пешака, изгледа претерано, нарочито у Француза.
Битка код Монс-ан-Певела сведочи да су се грађанске милиције могле одупрети у маси на положају, па и побеђивати као код Куртреа, када су витезови неопрезно јуришали на њих, али да нису биле способне за дужу изнуравајућу борбу, нити за борбу у расутом поретку.